# Ljuba Václavová
Ljuba Václavová, rozená Černá, (* 19. května 1941 Praha) je česká scenáristka, filmová a televizní režisérka a dramaturgyně filmů se sociální, historickou nebo ekologickou tematikou.

## Život
Narodila se v Praze-Vysočanech v rodině českého lékaře Václava Černého a modistky Idy Černé, původem z Chorvatska.  V roce 1963 absolvovala operní zpěv na Státní konzervatoři v Praze. Vdala se za hudebního skladatele Jiřího Václava.
Od listopadu 1989 pracovala v Nezávislém tiskovém středisku a týdeníku Respekt. Jako dramaturgyně a režisérka Debatního klubu Respekt vytvářela pro Československou a později Českou televizi cyklus pořadů Respektování, v produkci společnosti svého manžela Jiří Václav – Allegro. Dále byla také dramaturgyní v Nadaci Film a sociologie, ve které natočila své první dokumenty o přistěhovalcích, Romech, opuštěných dětech a neziskových organizacích. Dětem bez domova, dětem a lidem s postižením a seniorům věnovala v letech 1966–2002 autorský televizní cyklus Co je to doma?, který měl 83 dílů.
Dále natočila řadu dokumentů o dětech (Dítě jako psychiatrický pacient, Příliš nadané děti, Čas dítěte, Děti bez lásky – i s láskou) a další. V České televizi vznikl také její desetidílný cyklus Děti v Čechách, o dětech přistěhovalců a jejich integraci do české společnosti. Do cyklu Potomci slavných natočila díly o potomcích Boženy Němcové, Bedřicha Smetany, Václava Talicha a Jiřího Trnky. Do cyklu Neznámí hrdinové natočila portrét paní Zahradníčkové nazvaný Žena básníka.
V letech 2005–2016 spolupracovala s Václavem Cílkem na dokumentech o české krajině (Putování starými cestami, Aleje jako součást naší krajiny, Kameny v české krajině, Řeka v proudu času, Vyprávění o lese, Neztrácejme půdu pod nohama) a natočila zásadní hodinové dokumenty Obrazy ze života Boženy Němcové – 2011, Bermudský poetický trojúhelník nad Vysočinou – 2014 a Příběhy zahrad – 2016.
Úspěšné byly tři její polohrané dokumenty – Obrazy ze života Boženy Němcové, Karel Sabina a jeho doba, Karel Havlíček Borovský.
V letech 1991–2013 byla předsedkyní Asociace režisérů a scenáristů (ARAS).

## Filmografie (výběr)
- 2009 – Jak měnímě školu (TV film)
- 2010 – Umírání v Čechách (hospic sv. Zdislavy)
- 2011 – Obrazy ze života Boženy Němcové (TV film)
- 2010 – Řeka v proudu času (TV film)
- 2011 – Vyprávění o lese (TV film)
- 2011 – Neztrácejme půdu pod nohama (TV film)
- 2012 – Krakonošova zahrada pod zkratkou KRNAP (TV film)
- 2012 – Karel Sabina a jeho doba (TV film)
- 2014 – Bermudský poetický trojúhelník (TV film)
- 2016 – Karel Havlíček Borovský (TV film)
- 2017 – Příběhy zahrad (TV film)

## Ocenění
- 1993 – Cena FITES Trilobit za televizní pořad Respektování